# Delina nitida
Delina nitida är en tvåvingeart som först beskrevs av Wulp 1871.  Delina nitida ingår i släktet Delina och familjen kolvflugor.
Artens utbredningsområde är Nederländerna. Inga underarter finns listade i Catalogue of Life.